# المؤتمر العالمي لحقوق الإنسان
عقد المؤتمر العالمي لحقوق الإنسان من قبل الأمم المتحدة في فيينا، النمسا، في الفترة 14-25 يونيو 1993. وكان أول مؤتمر لحقوق الإنسان يعقد منذ نهاية الحرب الباردة. وكانت النتيجة الرئيسية للمؤتمر إعلان وبرنامج عمل فيينا.

## روابط خارجية
- المؤتمر العالمي لحقوق الإنسان في موقع الأمم المتحدة